# Mallochohelea turneri
Mallochohelea turneri är en tvåvingeart som först beskrevs av Ingram och John William Scott Macfie 1923.  Mallochohelea turneri ingår i släktet Mallochohelea och familjen svidknott. Inga underarter finns listade i Catalogue of Life.